# トリプトファン事件
トリプトファン事件（トリプトファンじけん）とは、1989年秋から1990年初頭にかけてのアメリカ合衆国において、昭和電工が製造した必須アミノ酸であるL-トリプトファンを含む健康食品を摂取した人の血中に好酸球が異常に増加して筋肉痛や発疹を伴う症例、好酸球増加筋肉痛症候群 （eosinophilia–myalgia syndrome - EMS）が大規模に発生した事件である。FDAのサイトによると、被害は1,500件以上、死者38名と記録されている。

## 経緯
1989年の秋に、主にアメリカで好酸球増加筋肉痛症候群(EMS)と呼ばれる健康障害が多数報告された。アメリカ疾病予防管理センター(CDC)による原因調査の過程で、発症者の多くが昭和電工が製造したL-トリプトファン、特に1989年中盤以降に製造された昭和電工製L-トリプトファンを摂取していたことが明らかとなった。これに対しアメリカ食品医薬品局(FDA)は1989年11月から全トリプトファン製品の回収を開始し、翌年3月には製品および製剤原料の輸入を禁止したことで、発症数は急激に減少した。トリプトファンは一部の医薬品として、および健康食品として、特にアメリカで使用が広がっていた。
昭和電工では、アントラニル酸を原料とする発酵法によりL-トリプトファンを生産していた。ここで用いられていた菌は、生産効率向上のために遺伝子組み換えにより順次改良が加えられていた。

### 米国における訴訟
当初、ドイツ企業によってトリプトファン製品に不純物が検出され、昭和電工に不純物の性質について問い合わせがなされた。これに対して昭和電工はトリプトファンを産生する遺伝子組み換え大腸菌の、遺伝子をさらに変更するという、製造工程の変更により不純物が発生しなくなる措置を執る事により、問題の解決を図った。
しかし、この対応によって新たな不純物が副産物として含まれる事となり、昭和電工はこの不純物の存在を認識しつつ、製品を出荷した。不純物を含む製品の出荷時期は、事件を発生させた製品ロットと一致していた。このため疫学的因果関係が立証される事となった。以上の経過は米国の訴訟において確認された経過である。訴訟件数は全体で2000件を超え、賠償請求額は2000億円に達したものとみられている。
EMSの原因は不純物ではなく多量摂取にあると推測され、不純物混入による過失ではなく製造物責任法（PL法）に基き、患者と昭和電工は和解し賠償金が支払われた。

## EMSの定義
1989年に、CDCはEMSを以下の3つを満たす疾病であると定義した。
1. 血中好酸球数が1000個/mm3以上
2. 日常生活に耐えられないほどの筋肉痛
3. 感染症、がんなど他の疾病ではない

なお、トリプトファンの摂取は条件となっていない。

## 原因
1992年に、FDAはトリプトファンの過剰摂取、特定の不純物、患者の生理的要因の3つが重なって発症した、と結論付けているが、詳細は2009年時点では未解明である。昭和電工の特定ロットのトリプトファンからは不純物が検出されており、当初はこの不純物が原因であると疑われた。この不純物を用いた動物実験も行われたが、動物による再現はできなかった。調査を進めると、EMS患者の大半は昭和電工の特定ロットのトリプトファンを摂取していたが、摂取していない患者も確認されており、トリプトファンの摂取が直接EMSに結びつくとも言えない。
昭和電工のトリプトファン製品は日本薬局方やアメリカ薬局方に適合したものであったこと、また含まれる不純物も100–200 ppmレベルであったことが確認されているため、食品の安全性評価法に大きな影響を与えると考えられている。食の安全性のためには、不純物を極力排除することが必要である、との提案もなされている。

## FDAの見解
この事件により、アメリカ合衆国においてはトリプトファン製品の販売は一旦禁止された。その後2001年2月、FDAはトリプトファンの市販に関する規制を緩和し、次のように表明している。
"Based on the scientific evidence that is available at the present time, we cannot determine with certainty that the occurrence of EMS in susceptible persons consuming L-tryptophan supplements derives from the content of L-tryptophan, an impurity contained in the L-tryptophan, or a combination of the two in association with other, as yet unknown, external factors."
「現時点で利用可能な科学的証拠に基づくならば、L-トリプトファンのサプリメントを摂取した人々に発生した大規模健康被害(EMS)が、L-トリプトファンの内容物に由来するのか、不純物に由来するのか、あるいは互いに関係するこれら2つの組み合わせに由来するのか、それとも未知の外的要因に由来するのかについて、我々は確信を持って特定することができない。」

## 新しい仮説
2005年にトリプトファンの大規模健康被害であるEMSに関して、推定にもとづく新たな仮説が提案された。
それによると、トリプトファンの大量摂取により、トリプトファンの代謝物のうちのいくつかが、ヒスタミン代謝分解反応を阻害（することでヒスタミンを増加させた）。さらに視床下部-下垂体-副腎系（en:Hypothalamic–pituitary–adrenal axis）に不調をもつ人たちが、トリプトファンやヒスタミンに対する高い感受性をあらわし、これらにより好酸球増多症候群および筋肉痛（en:myalgia）につながったとするものである。なお論文著者のひとりは執筆当時FDAのCFSAN所属としている。

## 参考
- FDA (Page Last Updated: 10-14-2010). “Significant Dates in U.S. Food and Drug Law History”.   U.S. Food and Drug Administration. 2012年5月13日閲覧。[リンク切れ]

- FDA (2001年2月1日). “Information Paper on L-tryptophan and 5-hydroxy-L-tryptophan”.   FU. S. Food and Drug Administration, Center for Food Safety and Applied Nutrition, Office of Nutritional Products, Labeling, and Dietary Supplements. 2005年2月25日時点のオリジナルよりアーカイブ。2012年2月8日閲覧。

- Smith MJ, Garrett RH (2005). “A heretofore undisclosed crux of eosinophilia-myalgia syndrome: compromised histamine degradation”. Inflamm. Res. 54 (11):  435–450. doi:10.1007/s00011-005-1380-7. PMID 16307217.